# Чемпионат мира по полумарафону 2000
Чемпионат мира по полумарафону 2000 года прошёл 12 ноября в Веракрусе (Мексика).
Дистанция полумарафона проходила по улицам города. Всего было проведено 2 забега. Старт женскому забегу был дан в 8:00 утра по местному времени, а мужскому в 9:30. Определялись чемпионы в личном первенстве и в командном. Командный результат — складываются три лучших результата от страны и по сумме наименьшего времени определяются чемпионы.
В соревнованиях приняли участие 182 легкоатлета из 52 стран мира.

## Результаты

### Мужчины
| Первенство | Золото                                                    | Серебро                                                           | Бронза                                                   |
| ---------- | --------------------------------------------------------- | ----------------------------------------------------------------- | -------------------------------------------------------- |
| Личное     | Пол Тергат 1:03.47                                        | Фаустин Сулле 1:03.48                                             | Тесфайе Джифар 1:03.50                                   |
| Командное  | Кения · Пол Тергат · Джозеф Кимани · Дэвид Руто · 3:11.38 | Эфиопия · Тесфайе Джифар · Ибрахим Сейд · Гемешу Кебеде · 3:14.45 | Бельгия · Кун Аллерт · Ги Фес · Кристиан Немет · 3:18.35 |

### Женщины
| Первенство | Золото                                                              | Серебро                                                            | Бронза                                                                       |
| ---------- | ------------------------------------------------------------------- | ------------------------------------------------------------------ | ---------------------------------------------------------------------------- |
| Личное     | Пола Рэдклифф 1:09.07                                               | Сьюзан Чепкемеи 1:09.40                                            | Лидия Симон 1:10.24                                                          |
| Командное  | Румыния · Лидия Симон · Михаэле Ботезан · Кристина Помаку · 3:34.22 | Япония · Мидзуки Ногути · Юкико Окамото · Ясуко Хасимото · 3:36.25 | Россия · Лидия Григорьева · Галина Александрова · Зинаида Семёнова · 3:45.41 |